# 70207 Davidunlap
70207 Davidunlap è un asteroide della fascia principale. Scoperto nel 1999, presenta un'orbita caratterizzata da un semiasse maggiore pari a 2,3906315 UA e da un'eccentricità di 0,0960283, inclinata di 7,05703° rispetto all'eclittica.